# Sanjacado de Montenegro
El Sanjacado de Montenegro (en serbio cirílico Санџак Црне Горе/Sandžak Crne Gore;en turco: Karadağ Sancağı, lit. 'Sanjacado de la Montaña Negra)'fue una provincia del Imperio otomano en la península balcánica que corresponde al moderno Montenegro. Fue creado en 1514 a partir de las fronteras del principado de Zeta durante el gobierno de la familia Crnojević, separándose del sanjacado de Scutari, del que formaba parte desde 1499.

## Historia
En 1499, la mayor parte del principado de Zeta perdió su estatus como estado independiente y se convirtió en vasallo del Imperio otomano como parte del sanjacado de Shkodër (sanjacado de Scutari, en su acepción moderna). En 1514, el territorio correspondiente a Zeta se separó y se estableció como sanjacado de Montenegro, bajo el gobierno de Skenderbeg Crnojević.
Cuando Skenderbeg Crnojević murió en 1528, el sanjacado de Montenegro se unió al sanjacado de Scutari convertido en el vilayato de Montenegro, con cierto grado de autonomía.